# Ayacucho (region)
Ayacucho er en region i det sydvestlige Peru med hovedbyen som også hedder Ayacucho.
13°09′47″S 74°13′28″V / 13.163055555556°S 74.224444444444°V